# Cereceda de la Sierra
Cereceda de la Sierra – gmina w Hiszpanii, w prowincji Salamanka, w Kastylii i León, o powierzchni 15,48 km². W 2011 roku gmina liczyła 99 mieszkańców.